# ماريا أندريا سانشيز
ماريا أندريا سانشيز (بالإسبانية: María Andrea Sánchez)‏ هي مُدَافِعَة مكسيكية، ولدت في 31 مارس 1994 في Ocotlán, Jalisco ‏ في المكسيك.